# Силоамский пруд
Силоа́мский пруд (Силоамская купель) — не сохранившийся пруд в Городе Давида, к юго-востоку от стен Старого города Иерусалима. Был известен под несколькими названиями («Верхний», возможно, «Царский»). Нижний пруд был обустроен в правление Езекии (716/5 — 687/6 до н. э.). В римский период были построены также два нимфеума, но, скорее всего, не на том же месте.
Древние евреи, вероятно, использовали бассейн в качестве миквы, а возможно — для плавания. С этим местом связывают библейскую историю об исцелении Иисусом слепого.
От источника Гихон, воды которого несли два акведука, к Силоамскому пруду проложен ещё в древности Силоамский тоннель.
Название образовано от греческой формы древнего названия района Восточного Иерусалима «Силоам» (Силуан), на иврите — Шилоа.

## Византийский бассейн и церковь

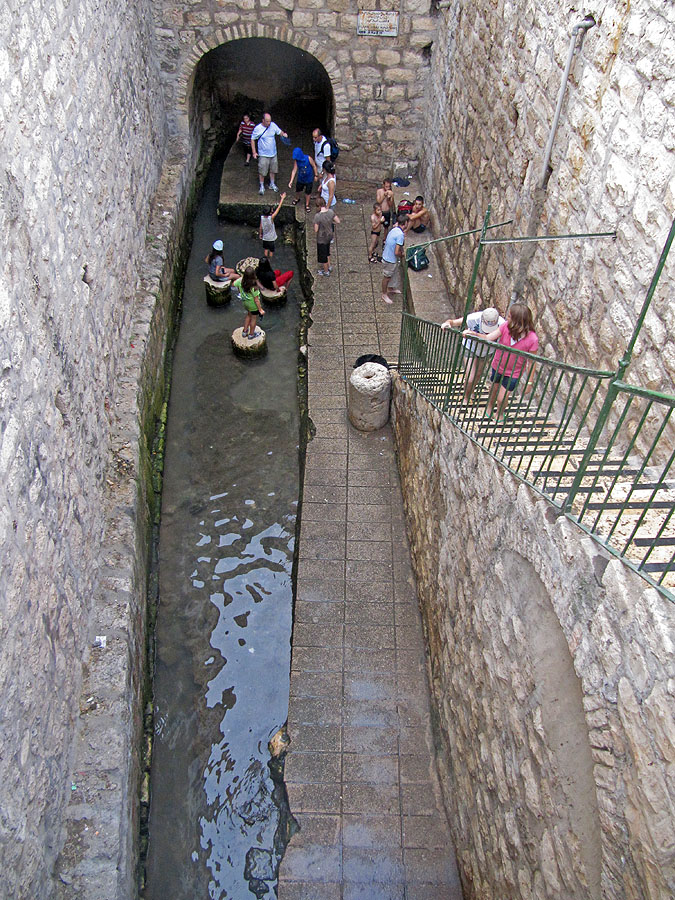
Византийский пруд

В V веке в конце Силоамского тоннеля был устроен пруд, сохранившийся до наших дней. Он расположен примерно в 65 метрах от Силоамского пруда времён Второго Храма, окружён высокими стенами и существенно меньше по размеру. До открытия оригинального Силоамского пруда в 2004 году и объявления об этом в августе 2005 года данный бассейн ошибочно принимали за упомянутый в Новом Завете и более древних источниках.